# 유추 (포령애후)
유추(劉推, ? ~ ?)는 전한 후기의 제후로, 청하강왕의 손자이다.

## 행적
아버지 유록의 뒤를 이어 포령후(蒲領侯)에 봉해졌다.
시호를 애(哀)라 하였고, 아들이 없어 후사가 끊겼다가, 동생 유불식이 다시 작위를 이었다.

## 출전
- 반고, 《한서》 권15하 왕자후표 下

| 선대 아버지 포령양후 유록 | 전한의 포령후 ? ~ ? | 후대 동생 포령절후 유불식 |